# Washington (tiểu bang)
Washington, tên chính thức là Tiểu bang Washington, là một tiểu bang ở vùng Tây Bắc Thái Bình Dương của Hoa Kỳ, phía bắc giáp với tỉnh British Columbia của Canada, phía nam giáp với Oregon. Thủ phủ của tiểu bang là Olympia còn thành phố lớn nhất là Seattle. Tiêu bang lấy tên của George Washington, tổng thống đầu tiên của nước Mỹ. Tổng diện tích: 184.827 km², dân số: 7 triệu người (năm 2013), mật độ dân số: 39,6 người/km².

## Kinh tế
Năm 2004: tổng sản phẩm của tiểu bang là 262 tỷ đô la, thu nhập đầu người là 33.332 đô la. Buôn bán thương mại trong tiểu bang phải kể đến là: Boeing, Microsoft, Amazon.com, Nintendo, điện tử, công nghệ sinh học, nhôm, gỗ, than đá và du lịch.
 Tư liệu liên quan tới Washington (U.S. state) tại Wikimedia Commons